# Chlorotettix neotropicus
Chlorotettix neotropicus är en insektsart som beskrevs av Jensen-haarup 1922. Chlorotettix neotropicus ingår i släktet Chlorotettix och familjen dvärgstritar. Inga underarter finns listade i Catalogue of Life.